# Зимбабвийско-российские отношения
Зимбабвийско-российские отношения — двусторонние дипломатические отношения между Зимбабве и Россией. Двусторонний товарооборот невелик, но российские компании активно инвестируют в зимбабвийскую горнодобывающую промышленность. С 2014 года обе страны находятся под санкциями США и Евросоюза, что сближает позиции их руководства.

## История

### Советский период
Дипломатические отношения между СССР и Зимбабве были установлены 18 февраля 1981 года. Советское правительство настороженно относилось к Зимбабве, так как режим Р. Мугабе с самого начала сблизился с Китаем, с которым у Советского Союза в тот период были напряжённые отношения. Посольство СССР в Хараре открылось в июне 1981 года, а посольство Зимбабве в Москве появилось только в 1985 году.
18 января 1984 года СССР и Зимбабве подписали двустороннее Торговое соглашение, которое предусматривало ведение торговли на основе режима наибольшего благоприятствования. 26 марта 1985 года сторонами было подписано Межправительственное соглашение о культурном и научном сотрудничестве, а 3 декабря 1985 года — Межправительственное соглашение об экономическом и техническом сотрудничестве.

### Постсоветское время
24 января 1992 года правительство Зимбабве официально признало Российскую Федерацию в качестве правопреемницы Советского Союза.
В 90-е годы между двумя странами были заключены дополнительные договоры: Соглашение о безвизовом въезде для лиц с дипломатическими или служебными паспортами от 13 января 1991 года, Соглашение о сотрудничестве между ТПП РФ и ТПП Зимбабве от 11 ноября 1994 года, Межправительственное Соглашение о сотрудничестве в области здравоохранения от 1 июля 1997 года.
Двусторонние контакты активизировались в конце 1990-х годов. В соответствии с Протоколом о сотрудничестве между дипломатическими ведомствами России и Зимбабве, подписанным в 1995 году, регулярно стали проводиться межмидовские консультации. В марте 1997 года Зимбабве посетила российская парламентская делегация во главе с Г. Н. Селезнёвым, а на следующий год в Москву прибыла уже зимбабвийская парламентская делегация. В 2007 году Зимбабве посетила делегация Совета федерации во главе с А. П. Торшиным.
В начале 2000-х годов Зимбабве мало интересовала Россию. В 2005 году президент России В. В. Путин даже заявил, что «индустриализованные страны вовсе не обязаны оказывать помощь африканским диктаторам, например, таким как Роберт Мугабе». Тем не менее, Россия оказала Хараре значительную политическую поддержку, заблокировав в 2008 году (совместно с Китаем) проект резолюции Совбеза ООН, предусматривавшей введение санкций против Зимбабве после президентских выборов, принесших победу на безальтернативной основе Р. Мугабе.

### Современное состояние отношений
В политической сфере Россия и Зимбабве делают акцент на обеспечении активного диалога и взаимодействия на международной арене. В сентябре 2011 и 2012 годов «на полях» 66-й и 67-й сессий ГА ООН состоялись встречи министров иностранных дел двух стран. В июне и декабре 2011 года в Хараре с визитом находился Специальный представитель Президента Российской Федерации по сотрудничеству со странами Африки М. В. Маргелов. В августе 2012 года на встрече в Хараре российскую сторону возглавлял спецпредставитель Президента Российской Федерации по Ближнему Востоку, заместитель Министра иностранных дел М. Л. Богданов.
В 2012 году Зимбабве посетил министр промышленности и торговли РФ Д. В. Мантуров, заключивший соглашение «О поощрении и взаимной защите капиталовложений».
Более активное сближение России и Зимбабве началось после того, как Россия попала под санкции в связи с украинскими событиями. 27 марта 2014 года на голосовании Генеральной ассамблеи ООН по вопросу непризнания референдума в Крыму Зимбабве проголосовала против, таким образом признав референдум в Крыму и поддержав Россию.
7 апреля 2014 года в Москве прошли переговоры Министра иностранных дел Российской Федерации С. Лаврова с Министром иностранных дел Республики Зимбабве С. Мумбенгегви.
29 июля — 1 августа 2014 года Москву с рабочим визитом посетили Министр шахт и развития горнорудной промышленности Зимбабве У.Чидаква и Министр финансов и экономического развития Зимбабве П.Чинамаса.
16 сентября 2014 года С. Лавров посетил Зимбабве с рабочим визитом, в ходе которого был принят Президентом Р. Мугабе и провёл переговоры с зимбабвийским мининдел. 20 сентября того же года он вместе со своим зимбабвийским коллегой принял участие в запуске проекта «Дарвендейл» по добыче платины, который называют крупнейшим в истории.
В декабре 2014 года Россию посетил Министр окружающей среды, водных ресурсов и климата Республики Зимбабве С. Касукувере (он посетил, в том числе, Крым).
По приглашению Президента РФ В. Путина Президент Республики Зимбабве, Р. Мугабе принял участие в празднованиях 70-летия Победы в Великой Отечественной войне 9 мая 2015 года в Москве. 10 мая в Кремле состоялась отдельная встреча глав двух государств.
3 февраля 2015 года в Хараре был подписан Меморандум о взаимопонимании между Министерством внутренних дел Республики Зимбабве и Министерством внутренних дел Российской Федерации.
28—30 апреля 2016 года в Хараре прошло второе заседание межправительственной комиссии, в ходе которого был подписан ряд документов в области экономического, торгового и промышленного сотрудничества.

## Торгово-экономическое сотрудничество
Российско-зимбабвийский товарооборот незначителен (24,5 млн долларов в 2013 году). Объём взаимной торговли в 2010 г. составил 11,8 млн долл. США (2009 г. — 23 млн долл.; 2008 г. — 31 млн долл.; 2007 г. — 38 млн долл.). Главные статьи зимбабвийского экспорта в Россию (6,2 млн долл.) — табак (98 %), фрукты и сувенирная продукция. В основе российского экспорта (5,6 млн долл.) — удобрения (85 %), различные расходные материалы, запчасти и оборудование.
В 2014 году объём российско-зимбабвийских торговых связей составил 42,1 млн долл. США, в том числе российский экспорт — 9,1 млн долл. США, импорт — 33 млн долл. США.
В торгово-экономической сфере приоритетными для РФ общими направлениями развития являются: освоение минерально-сырьевых ресурсов Зимбабве, реконструкция существующих и создание новых энергетических мощностей, транспортировка, хранение и переработка энергоносителей, инфраструктура, агропромышленный комплекс, производство сельхозтехники, автомобилестроение, образование, туризм.
Среди самых перспективных направлений сотрудничества — добыча золота, алмазного и платинового сырья, энергетическая сфера, а также налаживание поставок в Зимбабве отечественной сельхозпродукции. В 1994 году основана российско-зимбабвийская компания «ДТЗ-ОЗГЕО», специализирующаяся на добыче золота и алмазов. Создано совместное предприятие по разработке платинового месторождения Дарвендейл (российской и зимбабвийской сторонам в нём принадлежит по 50 % акций).

## Военно-техническое сотрудничество
В 1999 году было подписано зимбабвийско-российское межправительственное соглашение о военно-техническом сотрудничестве.
В 2012, 2013 и 2014 годах состоялись визиты в Российскую Федерацию Министра обороны Зимбабве С.Секерамайи.

## Сотрудничество в сфере образования
Начиная с 1981 года, СССР оказывало помощь Зимбабве в подготовке национальных кадров. Ежегодно выделялось более 100 стипендий для обучения зимбабвийцев в вузах СССР. С 1986 года квота была увеличена до 150 человек.
В 1997 году был подписан Меморандум о взаимопонимании между Университетом Зимбабве и МГУ, который предусматривает обмен студентами и преподавателями.
На 2013/2014 учебный год зимбабвийцы получили 15 стипендий на обучение в российских вузах, кроме того, часть зимбабвийцев обучается в России платно. На желание зимбабвийцев учиться в России негативно влияет тот факт, что российские государственные стипендии покрывают только стоимость обучения, а проживание и проезд стипендиат вынужден оплачивать из других источников.

## Сотрудничество в области СМИ
В 1982 году были подписаны соглашения о сотрудничестве между телерадиовещательной корпорацией Зимбабве и Гостелерадио СССР (в частности, между ТАСС и зимбабвийским национальным агентством новостей).

## Сотрудничество в области культуры и науки
Со времени установления дипотношений между двумя странами в 1980-е годы в Зимбабве гастролировали советские музыканты, группа артистов советского балета, были проведены фестивали советских фильмов, музейная выставка. Были установлены связи по линии Союза писателей СССР, Союза композиторов СССР, Института Африки Академии Наук СССР. В Советском Союзе проходили гастроли музыкантов и национального ансамбля танца Зимбабве. СССР посещали деятели культуры и науки Зимбабве. Зимбабвийцы принимали участие в различных международных конференциях и конкурсах, проводимых по линии общественных организаций СССР.
Делегация из Зимбабве в составе 68 человек участвовала во Всемирном фестивале молодёжи и студентов в Москве в 1985 году.

## Спортивные связи
Зимбабве принимала участие в Олимпийских играх 1980 года в Москве и в первых Играх доброй воли 1986 года, которые также прошли в Москве.
В Зимбабве были проведены спортивные встречи между командами двух стран по хоккею на траве (женская — в 1985 году) и регби (в 1986 году).